# Point du jour (production)
Pour les articles homonymes, voir Point du Jour.
Point du Jour est une agence de presse audiovisuelle créée en France, en 1988 par les journalistes Patrice Barrat et Jean-Louis Saporito. 
L’agence est spécialisée dans le domaine du grand reportage et du documentaire de société, d’histoire et d’investigation.  

## Historique
Après un dépôt de bilan en 1996, Point du Jour a été racheté en 1997 par Ellipse, la filiale de production audiovisuelle de Canal+. 

## Production
Point du Jour produit des documentaires en coproduction internationale. La distribution du catalogue de l’Agence est assurée par sa filiale Point du Jour International fondée en 1995 ,. 
L'agence produit aussi occasionnellement des docu-drama

## Récompenses
En 2003, Point du Jour a reçu le Grand Prix du Producteur français de télévision de l’année,. 

## Équipe
- Luc Martin-Gousset : PDG & producteur
- Vladimir Donn, Françoise Davisse, Armel Parisot : Producteurs et cadres
- Doris Weitzel : Directrice des ventes